# モダ・センター
モダ・センター（Moda Center）は、アメリカ合衆国オレゴン州ポートランドにある屋内競技施設。
親会社は、アメリカプロスポーツチームの運営などを行っているコムキャスト・スペクタカー（Comcast-Spectacor）。現在は、NBAのポートランド・トレイルブレイザーズや、プロインドアラクロス（ボックスラクロス）リーグNLLのポートランド・ランバージャックスの本拠地である。

## 概要
1995年10月12日。州や市などによる公的な資金は一切使われず、マイクロソフト社の共同創業者、ポール・アレンなどによって建設された（オレゴンアリーナ社というアレンが筆頭株主だった民間会社によって所有された。建設の資金は、プルデンシャル・ファイナンシャル社などの融資による）。名称の「ローズ」とは、ポートランドの愛称が「ローズシティ（Rose City）であることによる。そして、「-ガーデン」としたのは、マディソン・スクエア・ガーデンやボストン・ガーデンのように有名なアリーナの名称と反映させるためである。
NBAのトレイルブレイザーズの試合では20,340人を集客できたが、後の改修によって19,980人の集客になった。それでもオープン当時は、他のどのアリーナよりも最新技術が導入されていた。トレイルブレイザーズにおける杮落としとなった試合は、1995-96シーズンの11月3日のバンクーバー・グリズリーズ戦（現在のメンフィス-）。
現在は、前述のトレイルブレイザーズ、NLLのランバージャックスの他、ジュニアアイスホッケーのチームが本拠地にしている。ローズ・ガーデンの隣にはポートランド市が所有するメモリアル・コロシアムがあるが（管理会社はローズ・ガーデンと同様）、ブレイザーズはアリーナの完成とともに本拠地を移転させた。かねてからプロアイスホッケーリーグNHLの新フランチャイズとしてポートランドの名前が挙がっており、ローズ・ガーデンをホームアリーナにするという推測がなされてきたが、実現には至っていない。
これまでにもWNBA（女子プロバスケットボール）、AFL（アリーナフットボール）、WISL（インドアサッカー）のチームがローズ・ガーデンを本拠地にしてきたが、いずれもチームが消滅したり移転している。
しばしばコンサートも開催されている。ちなみに、初開催はデヴィッド・ボウイとナイン・インチ・ネイルズによる共演である。
2013年8月、モダ・ヘルスに10年契約の命名権を取得した。